# Katalin-palota
A Katalin-palota (oroszul: Екатерининский дворец; Jekatyerinyinszkij dvorec) egy rokokó stílusban épült palota a szentpétervári Puskinhoz tartozó Carszkoje Szelo településrészen. Az orosz cárok nyári rezidenciájaként szolgáló palota kb. 25 km-re délkeleti irányban található Szentpétervár központjától. A külsőleg barokk és rokokó jegyeket mutató palota belsejében más építészeti stílus jegyei is megfigyelhetőek, melyek a történelem során végbement átalakításoknak, bővítéseknek köszönhetőek.
Az 1756-ban befejezett palota a második világháborúban számos sérülést szenvedett, melyek restaurálása jelenleg is zajlik. A palota számos turistát vonz, falain belül kiállításokat és rendezvényeket is tartanak.

## Története

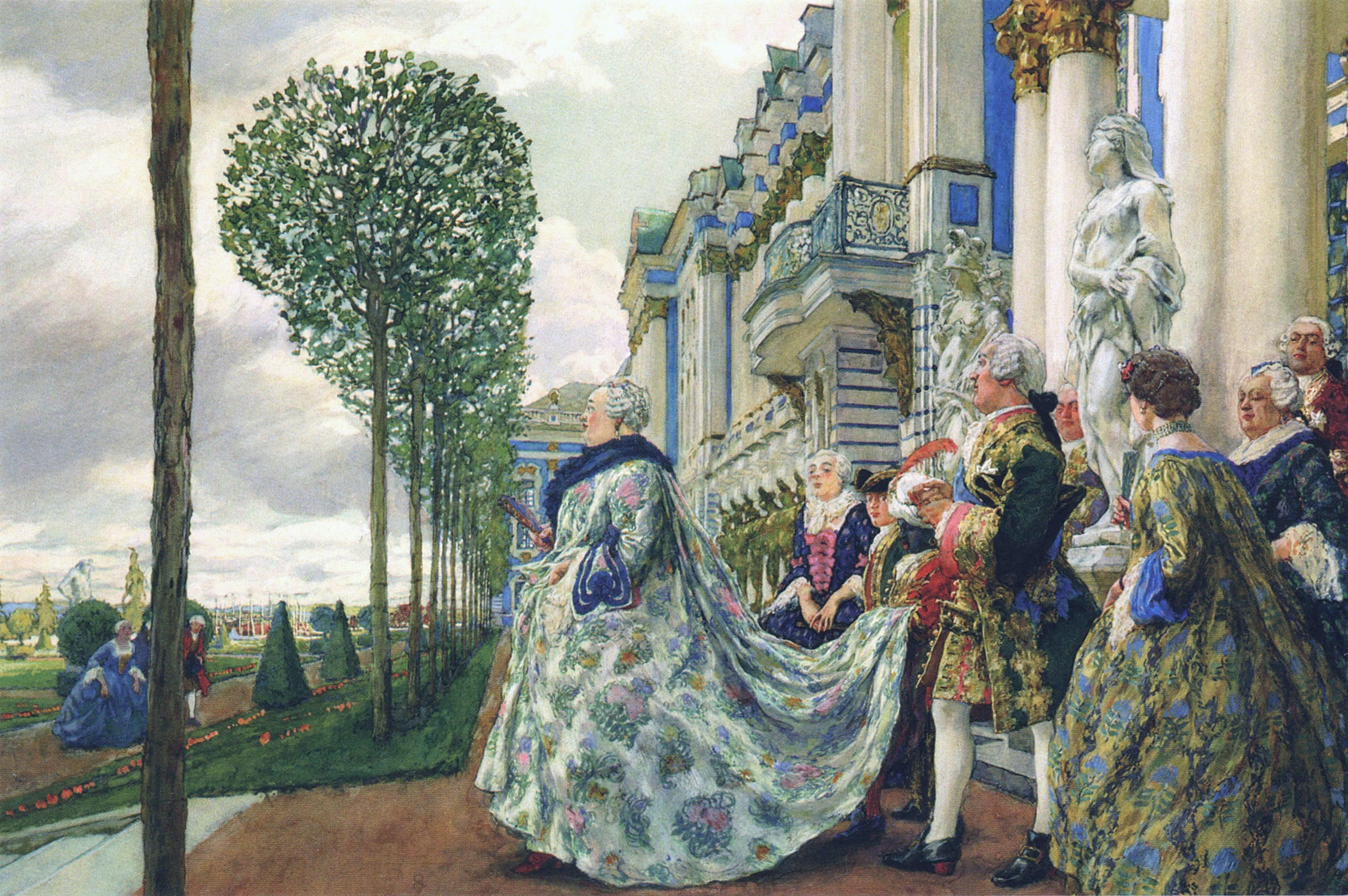
Erzsébet a palota előtt (Lansere, 1905)

A cári rezidencia története 1717-ben kezdődött, amikor I. Katalin felkérte Johann-Friedrich Braunstein német építészt, hogy építsen egy nyári palotát a cárnő számára. 1733-ban Erzsébet cárnő Mihail Zemcov és Andrej Kvaszov építészeket megbízta a meglévő épület kibővítésével. Erzsébet azonban elavultnak és kényelmetlennek találta anyja palotáját, és 1752 májusában felkérte udvari építészét, az olasz Bartolomeo Rastrellit, hogy bontsa le azt, és helyébe egy sokkal nagyobb, rokokó stílusú épületet építsen. A munkálatok négy évet vettek igénybe, és 1756. július 30-án adták át a 325 méter hosszú vadonatúj palotát.
A homlokzat kifinomultan megformált stukkóit több mint 100 kg arannyal díszítették, a tetőre pedig több szobor is került. Egyes pletykák szerint magát a tetőt is teljes egészében aranyból készítették. A palota előtt egy gondosan megtervezett és kialakított kert létesült, melynek középpontjában a tóparton álló, azúr és fehér színűre festett Ermitázs-pavilon állt. Ezt még 1744-ben tervezte Zemcov, majd 1749-ben Rastrelli átépítette. A pavilon tetejét korábban egy Perszephoné elrablását ábrázoló szobor is díszítette. Az építmény belsejében étellifttel ellátott ebédlőasztalok álltak. A palota főbejáratát és udvarát rokokó stílusú épületek zárják közre, a külvilágtól pedig öntöttvas kapu és kerítés választja el a rezidenciát.
Bár a palotát főként Nagy Katalinnal azonosítják, a cárnő régimódinak tartotta annak építészeti stílusát. Trónra kerülésekor a park egyes szobrait bearanyoztatta, eleget téve Erzsébet utolsó kívánságának, de amikor tudomást szerzett a magas költségekről, a munkálatokat végül felfüggesztette.

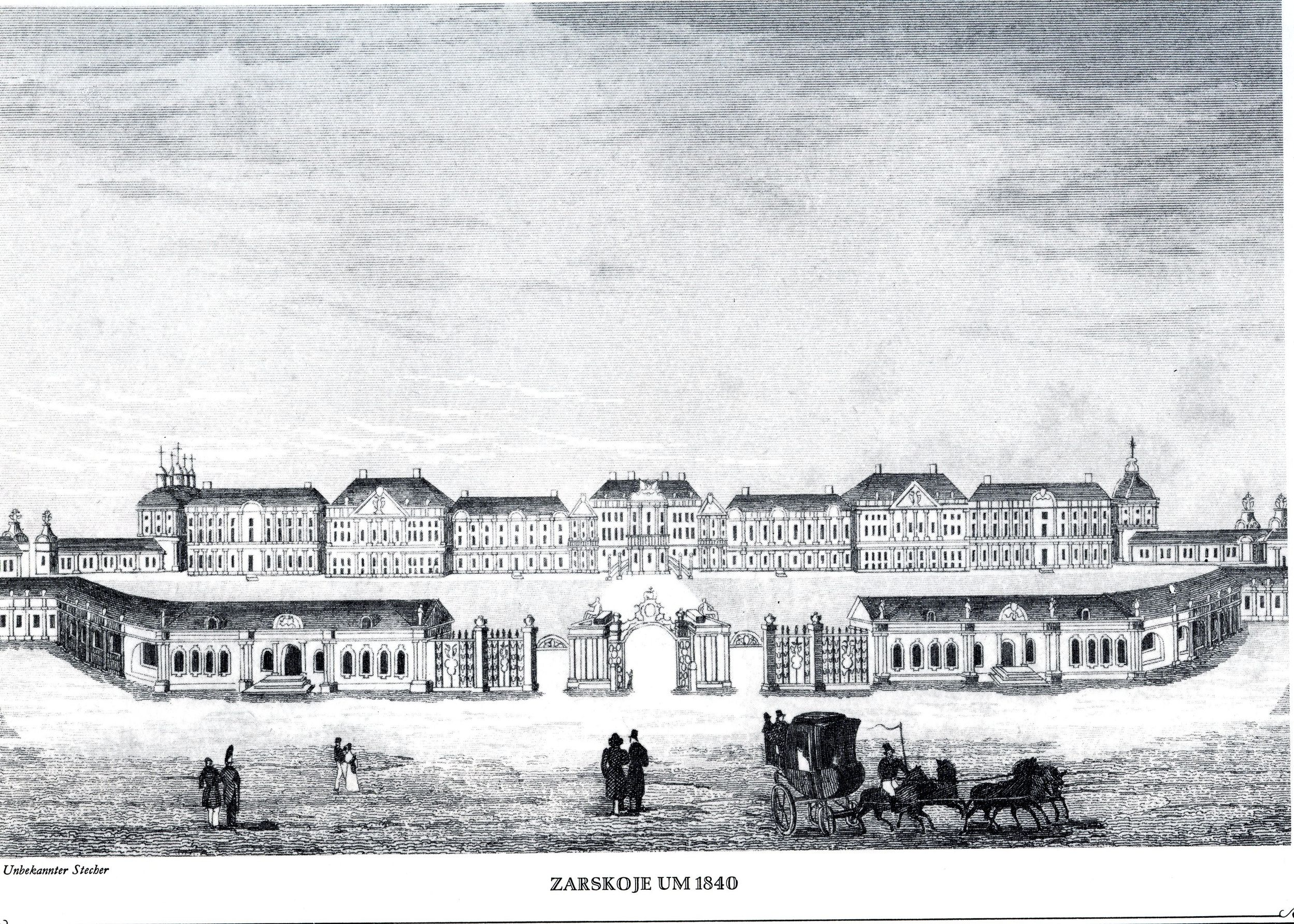
A palota 1840 körül

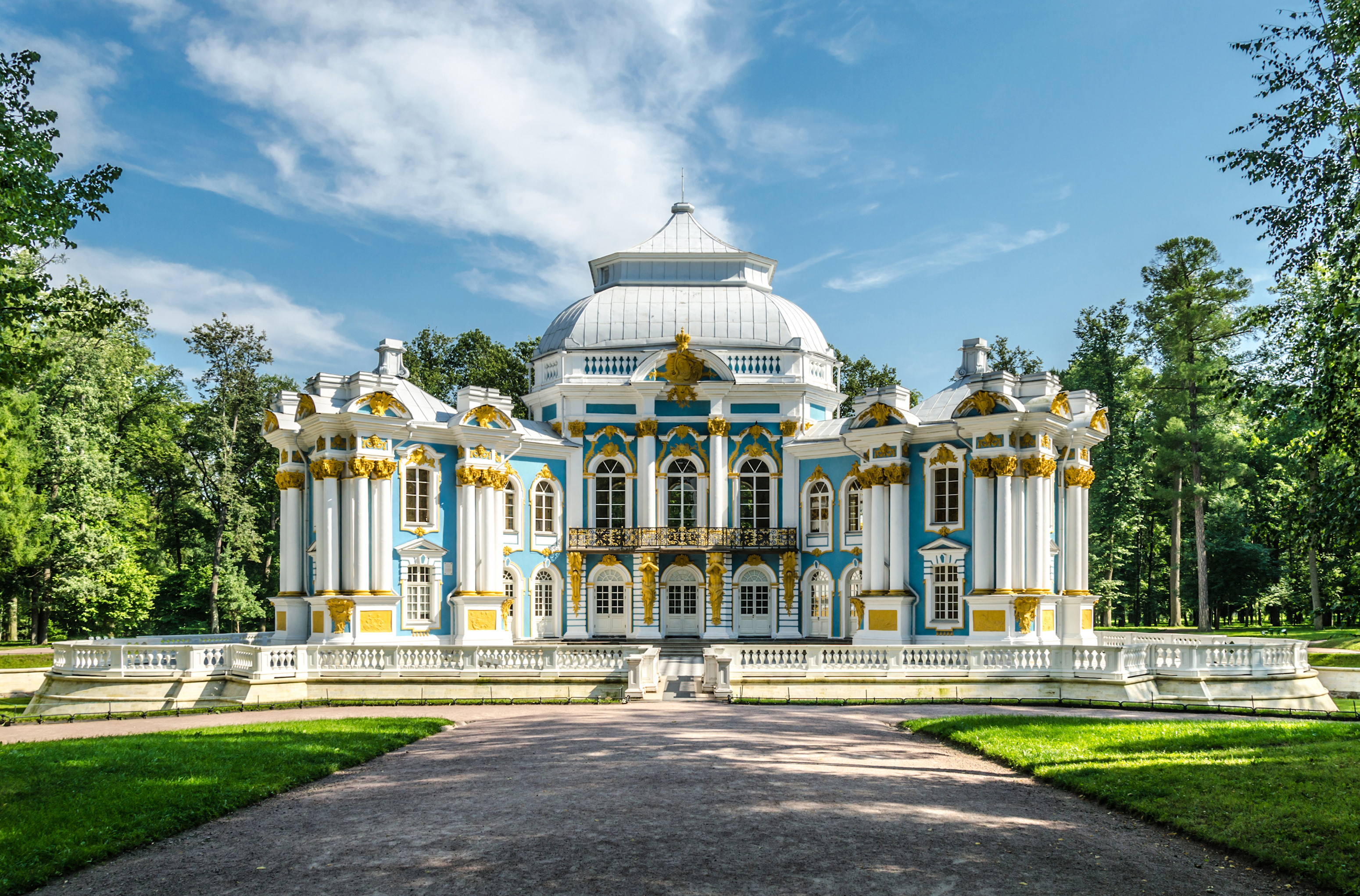
Az Ermitázs-pavilon

Az antikvitás és a neoklasszicista művészet iránti szenvedélyét kielégítendő, alkalmazta Charles Cameron skót építészt, aki az akkor divatos neo-palladianista stílusban felújította a palota egyik szárnyát, illetve megépítette a cárnő lakosztályait is, a neohellén stílusú, Agát-szobák néven ismert helyiségeket. A jáspiskövekkel kifinomultan díszített szobákat úgy tervezték, hogy kapcsolódjanak a függőkertekhez, a hideg fürdőkhöz és a jelenleg egy bronzszobor-gyűjteménynek otthont adó Cameron-galériához, melyeket ugyancsak Cameron neoklasszicista tervei alapján építettek. A palota parkjában Katalin felépíttette a Holland Admiralitást, a Nyikorgó Pagodát, a Csesme-oszlopot, a Rumjancev-obeliszket és a Márvány-hidat.
Nagy Katalin 1796-ban bekövetkezett halála után a hely háttérbe szorult a pavlovszki palota javára. A későbbi uralkodók inkább a közeli Sándor-palotát kedvelték, és két kivételtől eltekintve, alig alakítottak a Katalin-palotán, melyet Erzsébet gazdagságát és Nagy Katalin dicsőségét megtestesítő emlékműnek tekintettek. 1817-ben I. Sándor megfogadta Vaszilij Sztaszovot, hogy nagyanyja egykori rezidenciájának belső terét empire stílusban újítsa fel. Húsz évvel később a Sztaszov-lépcsővel helyettesítették a korábbi kör alakú lépcsőházat, amely a palota templomába vezet. Az I. Miklós idején készült átalakításokból csak kevés maradt fenn, többségük a második világháborúban megsemmisült.
Az októberi forradalom után a parkot és a palotákat múzeummá és nép tulajdonává nyilvánították. A Carszkoje Szelót 1918-ban átkeresztelték Gyetszkoje Szelo (magyarul: Gyermekfalu) névre, és számos gyermekekkel foglalkozó intézményt helyeztek az itteni épületekbe.
Leningrád ostroma után a visszavonuló német csapatok felgyújtották a palotát, majd megkezdődött a palota restaurálása. Felújítása nagyjából elkészült 2003-ra, Szentpétervár alapításának 300. évfordulójára, azonban még rengeteg tennivaló van, hogy a cári rezidencia visszanyerje egykori ragyogását. Hogy a javításokhoz előteremthessék az anyagiakat, a palota üzemeltetői különböző rendezvényekre bérbe adták az épület nagy termeit. Így 2001-ben egy szűkkörű koncert erejéig Elton John is fellépett a palotában, illetve 2005-ben egy Bill Clintont, Tina Turnert, Whitney Houstont, Naomi Campbellt és Stinget is vendégül látó exkluzív ünnepséget is tartottak.

## Elrendezése

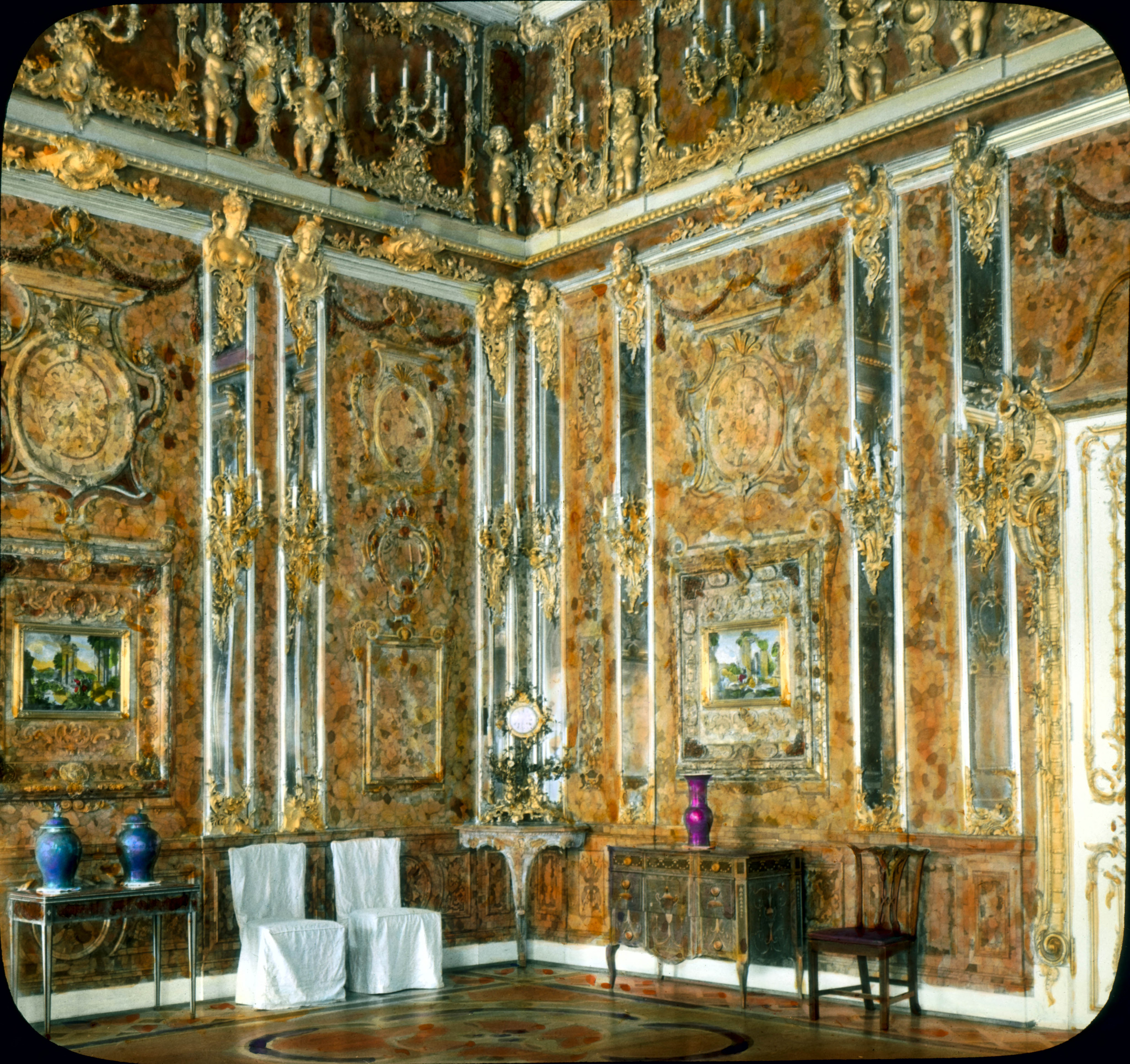
A Borostyánszoba 1931-ben

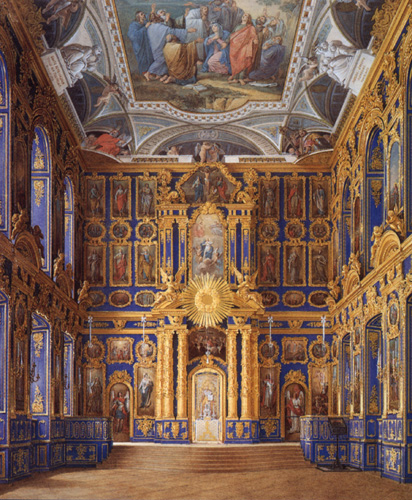
A palota templomának 19. századi ábrázolása

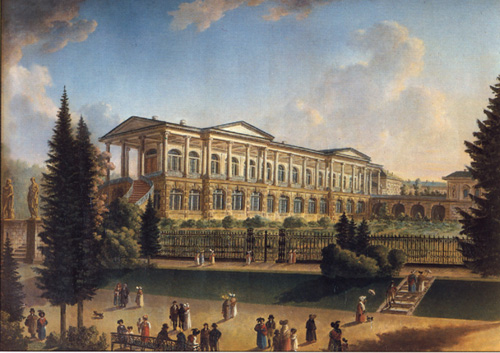
A Cameron-galéria 18. századi ábrázolása

A Sztaszov és Cameron által épített egyes belső terek a 18-19. század fordulójára jellemző neoklasszicista építészet pompás megnyilvánulásai. Ennek ellenére a cári palota Rastrelli egymásba nyíló arany teremsorról ismert. Ez a tágas bálteremből, a Nagy Teremből (vagy Fények Terméből) és több kisebb, de annál díszesebb szobából áll, melyek közül az egyik legismertebb a Borostyánszoba.
Az orosz barokk egyik látványos emléke, a 18. században Fények Termének is nevezett Nagy Terem 1752-1756 között készült el Bartolomeo Rastrelli tervei alapján, és fontos fogadásokat, hivatalos étkezéseket, bálokat, illetve álarcosbálokat rendeztek benne. A kb. 1000 m² területű, és a palota teljes szélességét elfoglaló termet két színnel festették ki, keleti ablakai a parkra, nyugati ablaki pedig a palota udvarára néznek. A tükrök közelében függő csillárokon több mint 690 lámpát gyújtanak meg est. A terem faragványai és díszei Rastrelli vázlatai, illetve Johann Franz Dunker modelljei alapján készültek.
A Nagy Termen túl található az udvartartás, a lovagok ebédlője. A Rastrelli tervezte kis szobát négy, az udvarra néző ablak világítja meg, az ellentétes falon pedig tükrös álablakok növelik a világosságot. Jellegzetes aranyozott barokk faragások díszítik az ebédlő falait. A mennyezet freskóján Héliosz és Éósz mítosza látható.
A lovagi étkezőn túl következik a főlépcső, majd a fehér ebédlő, amely a cárnő vacsoráinak, illetve a hivatalos étkezéseknek volt a helyszíne. A 16. századi olasz festő, Guido Reni Apollo győzelmét ábrázoló festményének másolata látható az aranyozott faragásokkal díszített falú szoba mennyezetén.
A portré teremben I. Katalin és Erzsébet cárnők portréi, illetve Natalja Alekszejevnának, I. Péter húgának és Nagy Katalin cárnőnek arcképei is láthatóak. I. Sándor szalonja az uralkodó magánlakosztályához tartozott, falait pedig kínai selyemmel borították. Az intarziás kártyaasztalokon és komódokon japán, kínai és berlini porcelánok vannak kiállítva.
A zöld ebédlőt, amely 1773-ban váltotta fel Rastrelli függőkertjét, Cameron az trónörökös I. Pál és felesége számára építette. A pisztáciaszínű falakat Ivan Martosz stukkófigurái díszítik. Egy 1820-as tűzvészben jelentős károk keletkeztek a szobában, majd Sztaszov irányításával felújították.
Ugyancsak Cameron tervei alapján alakították ki a pincérek szobáját, melynek berakásos padlója rózsafából, mahagóniból és amarantfából készült, a helyiségben pedig Thomas Chippendale készítette kártyázóasztalok állnak. A kék ebédlőt fehér és kék színű selyemtapéta és carrarai márványból készült kandallók jellemzik. A kínai kék szalon az Adam-stílus és a chinoiserie ötvözetét viseli magán, a kórus előcsarnoka barackszínű selyemmel lett kidíszítve. I. Sándor budoárja pompeii stílusban készült.
A palota jobb oldali szárnyában kapott helyet az 1756. július 30-án felszentelt templom.
Az udvart körülölelő épületekben szálloda, illetve irodák működnek.

## Galéria

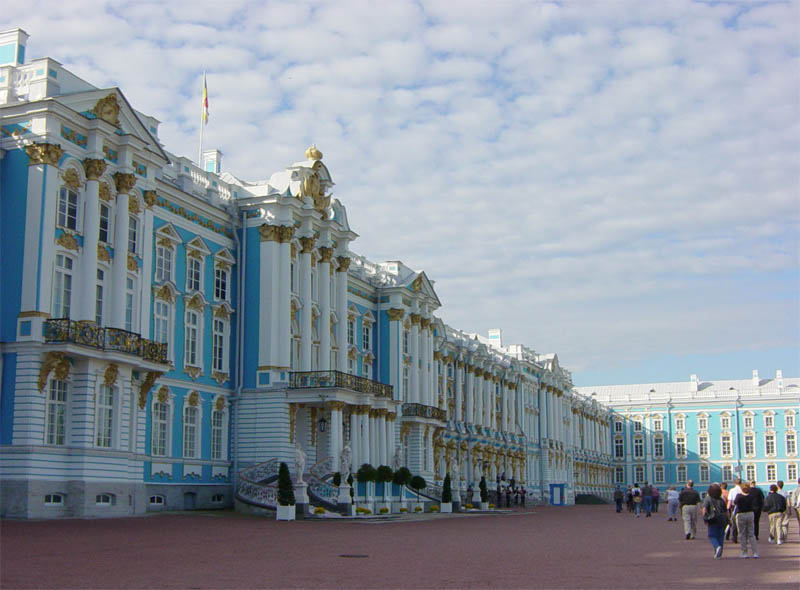
A palota északi oldala
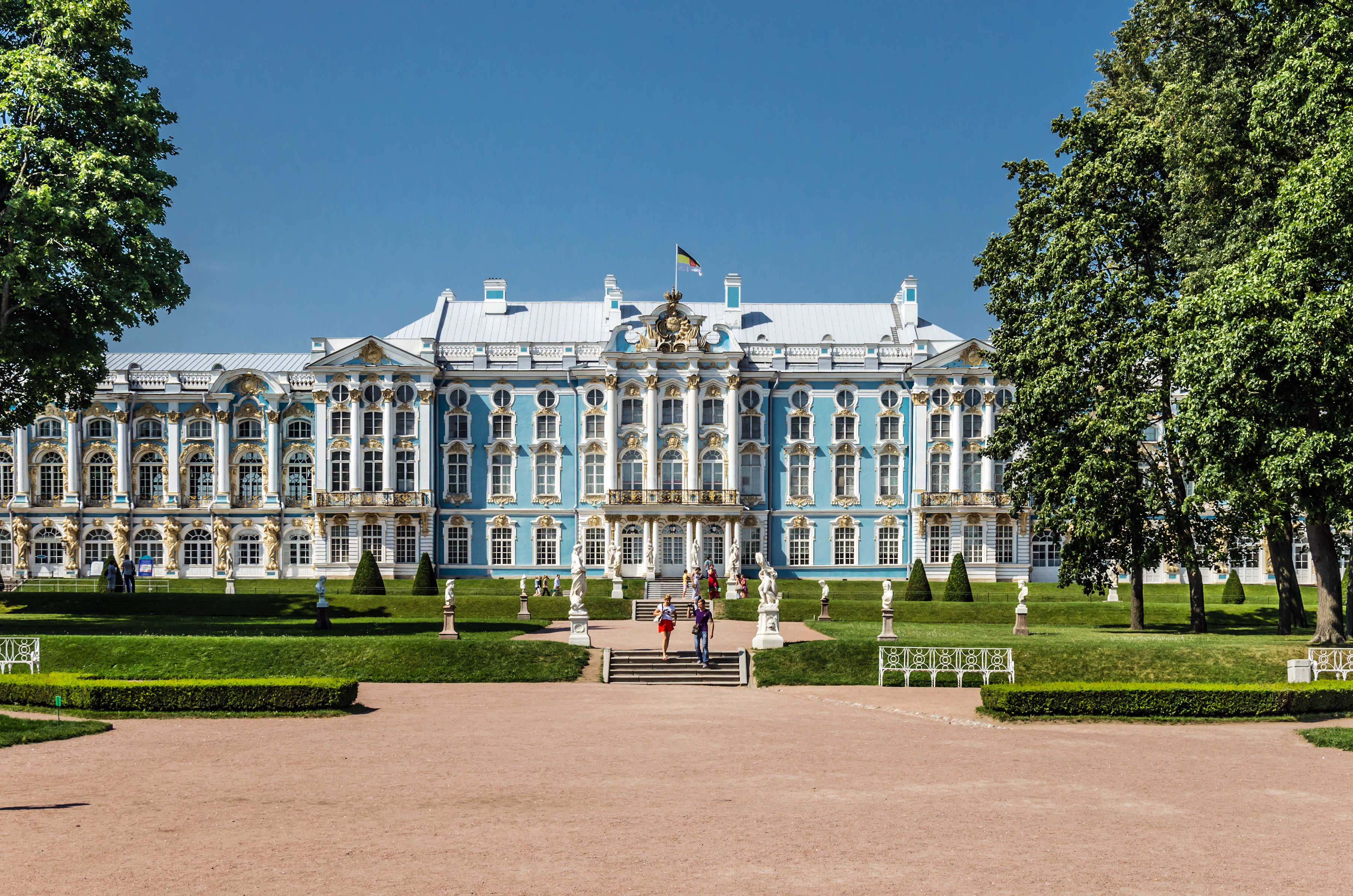
Déli oldal az Ermitázs-pavilon felől nézve
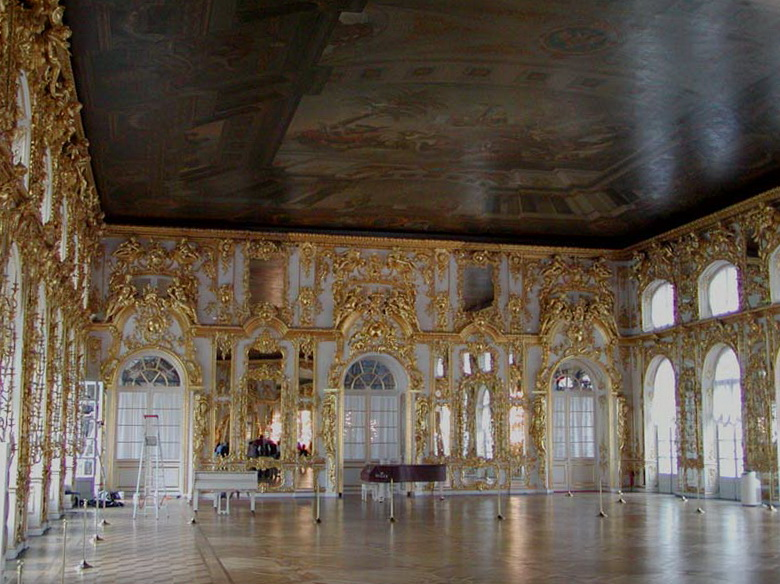
A bálterem
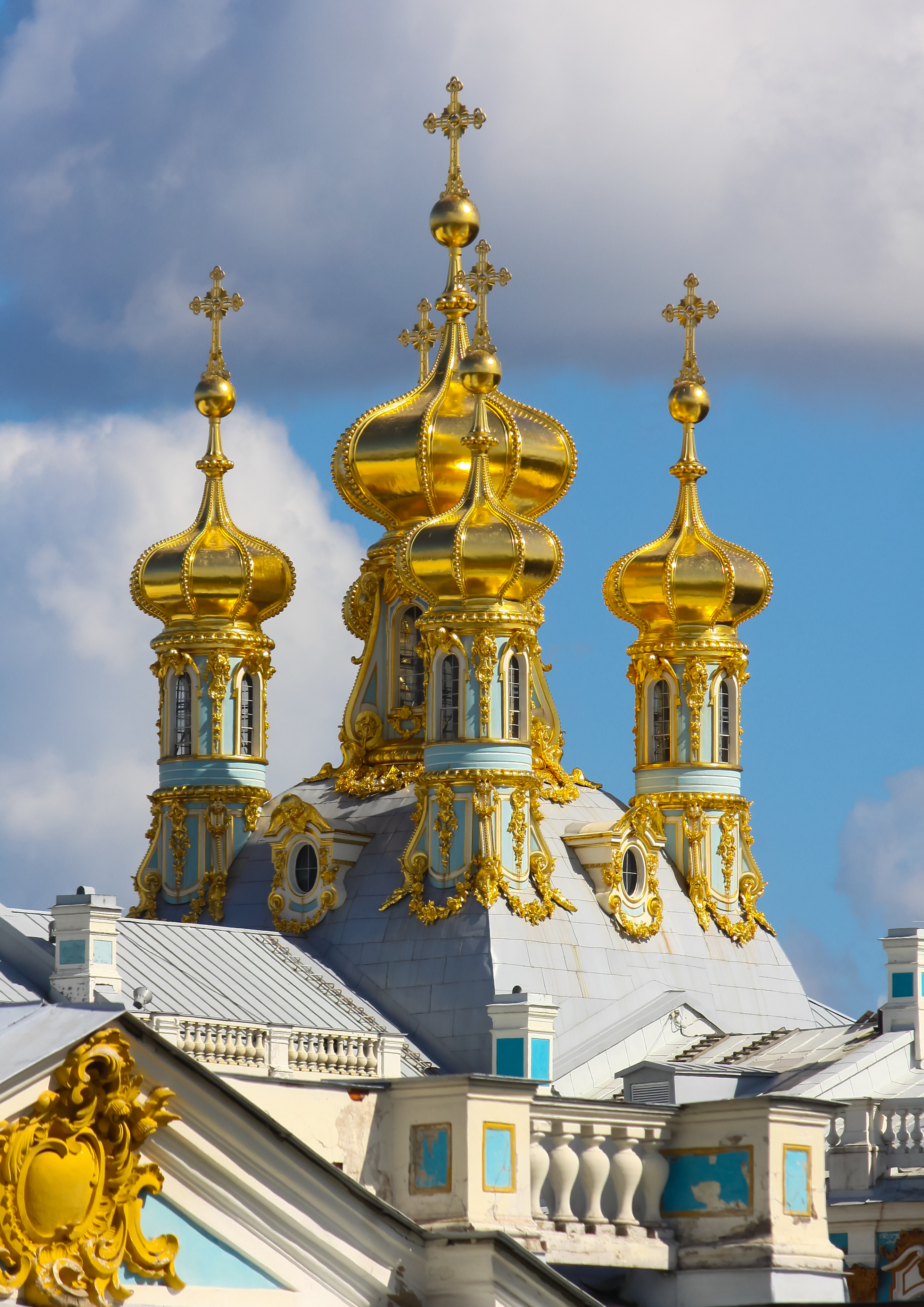
A palota templomának tornyai
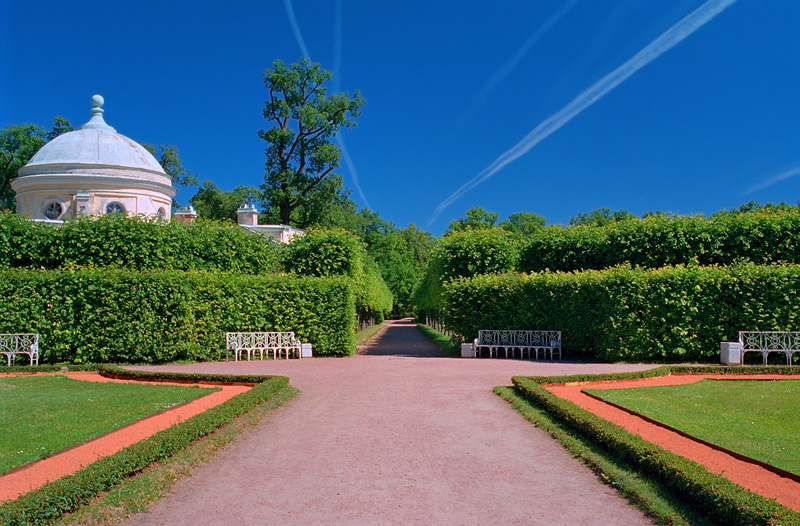
A kert
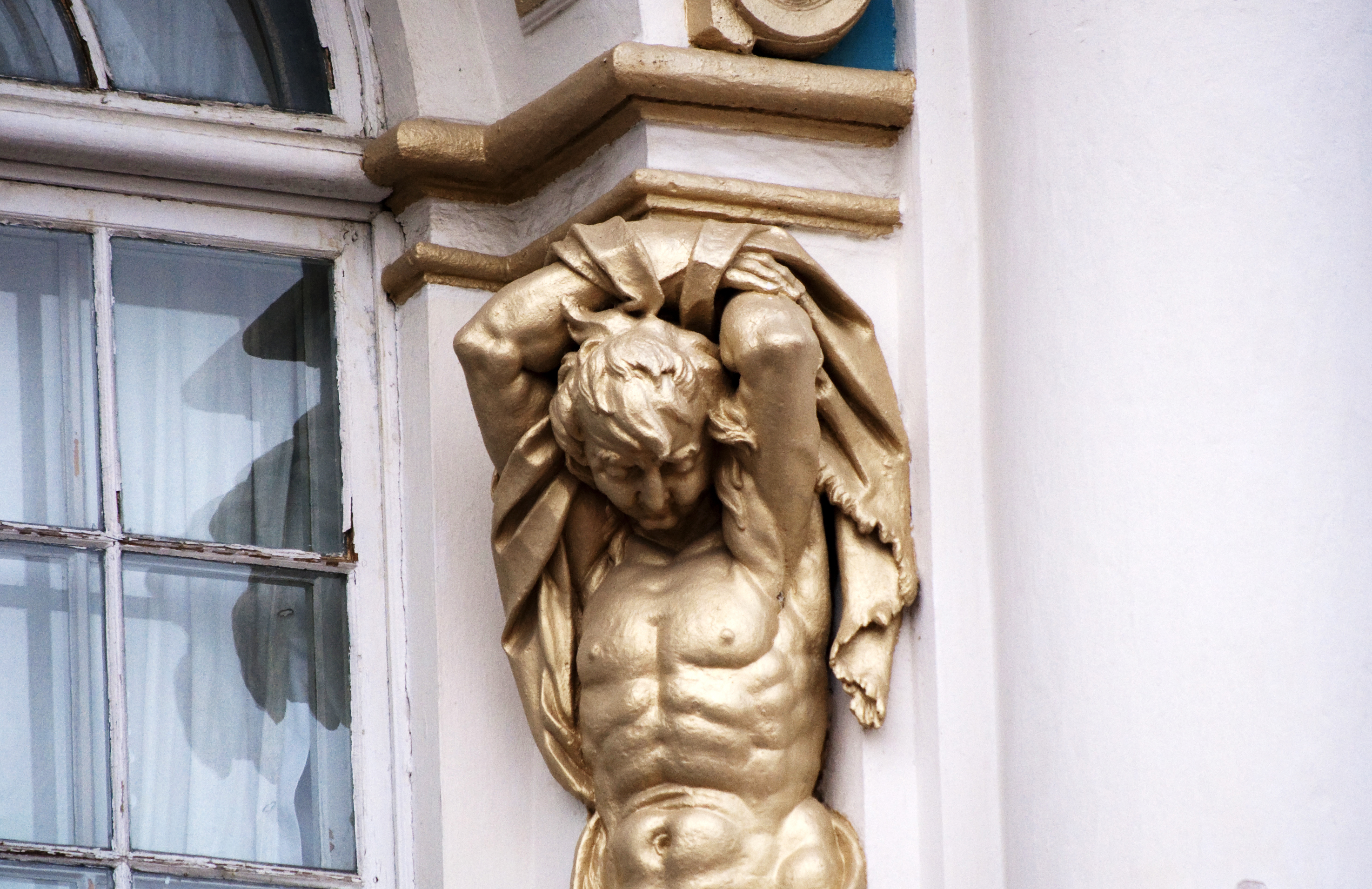
Épületrészlet
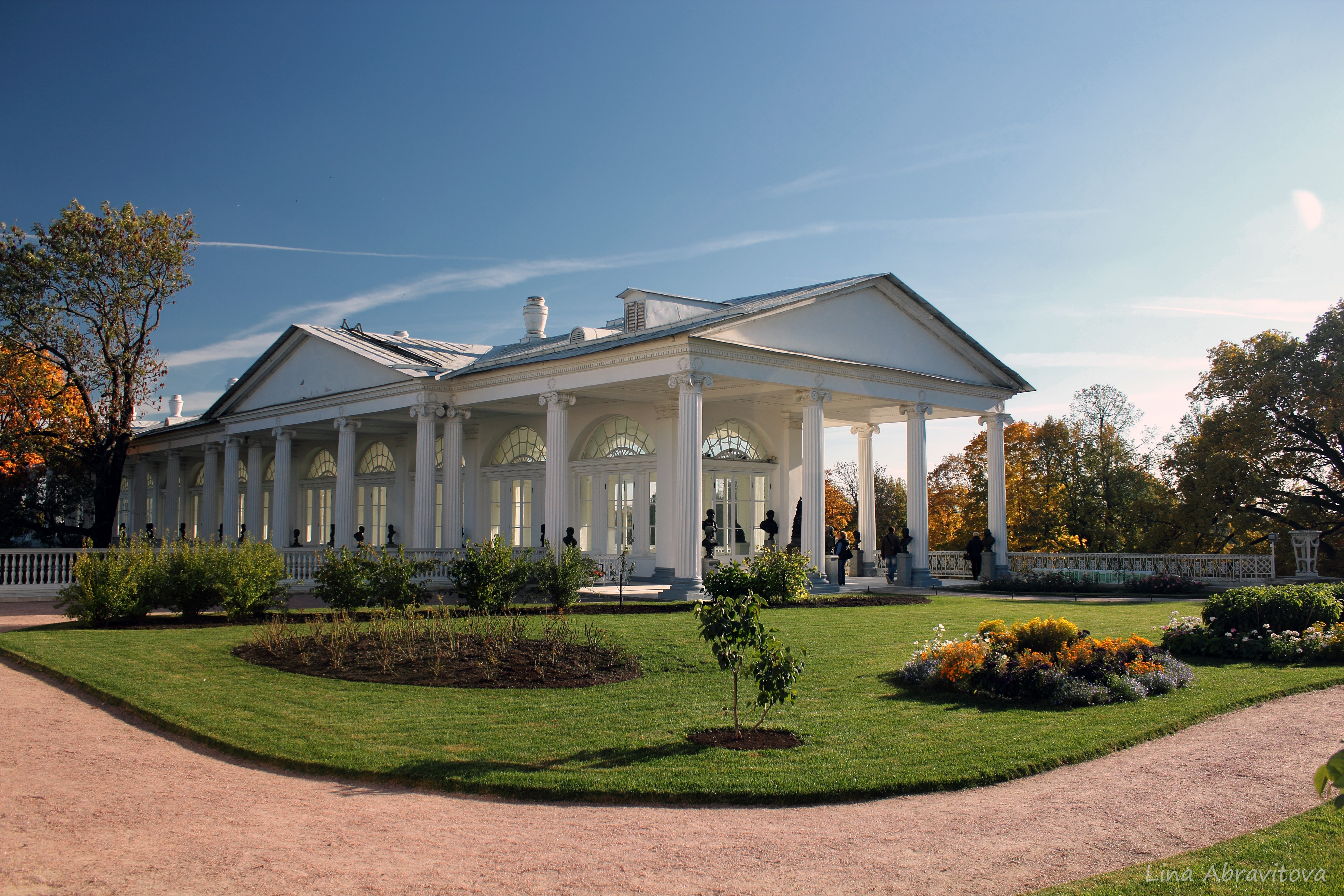
A Cameron-galéria 2014-ben
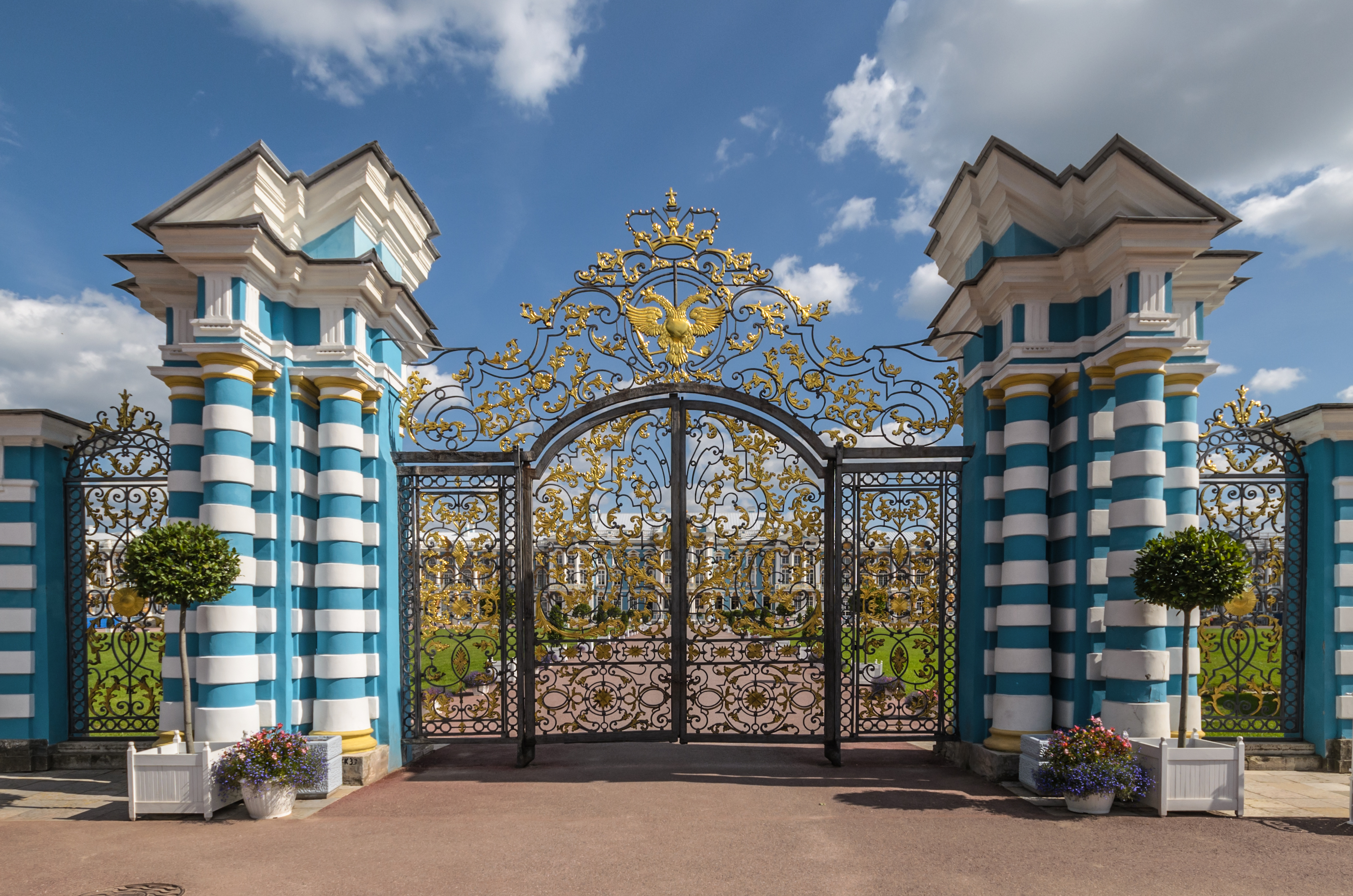
Az aranyozott kapu
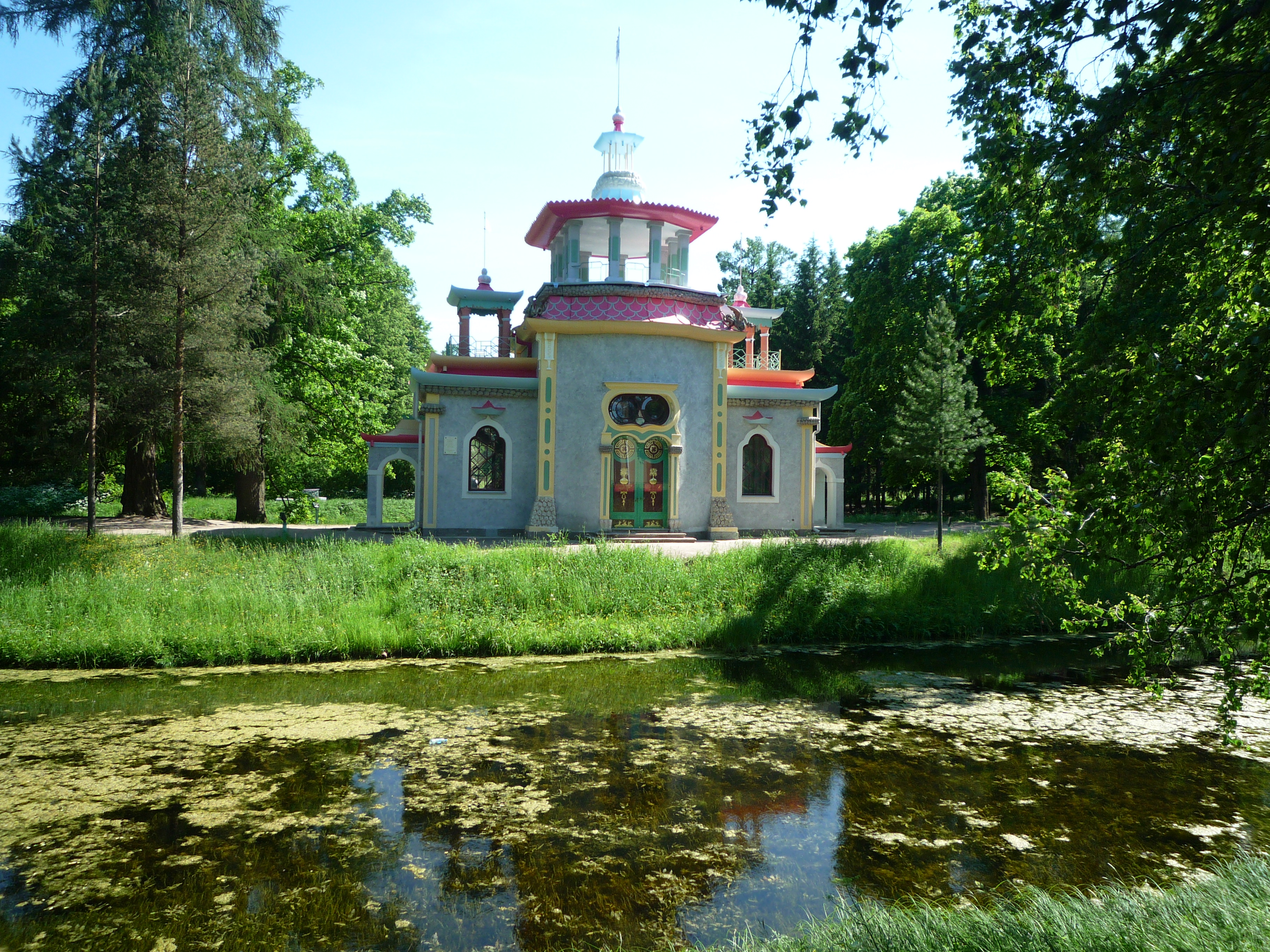
A Nyikorgó Pagoda
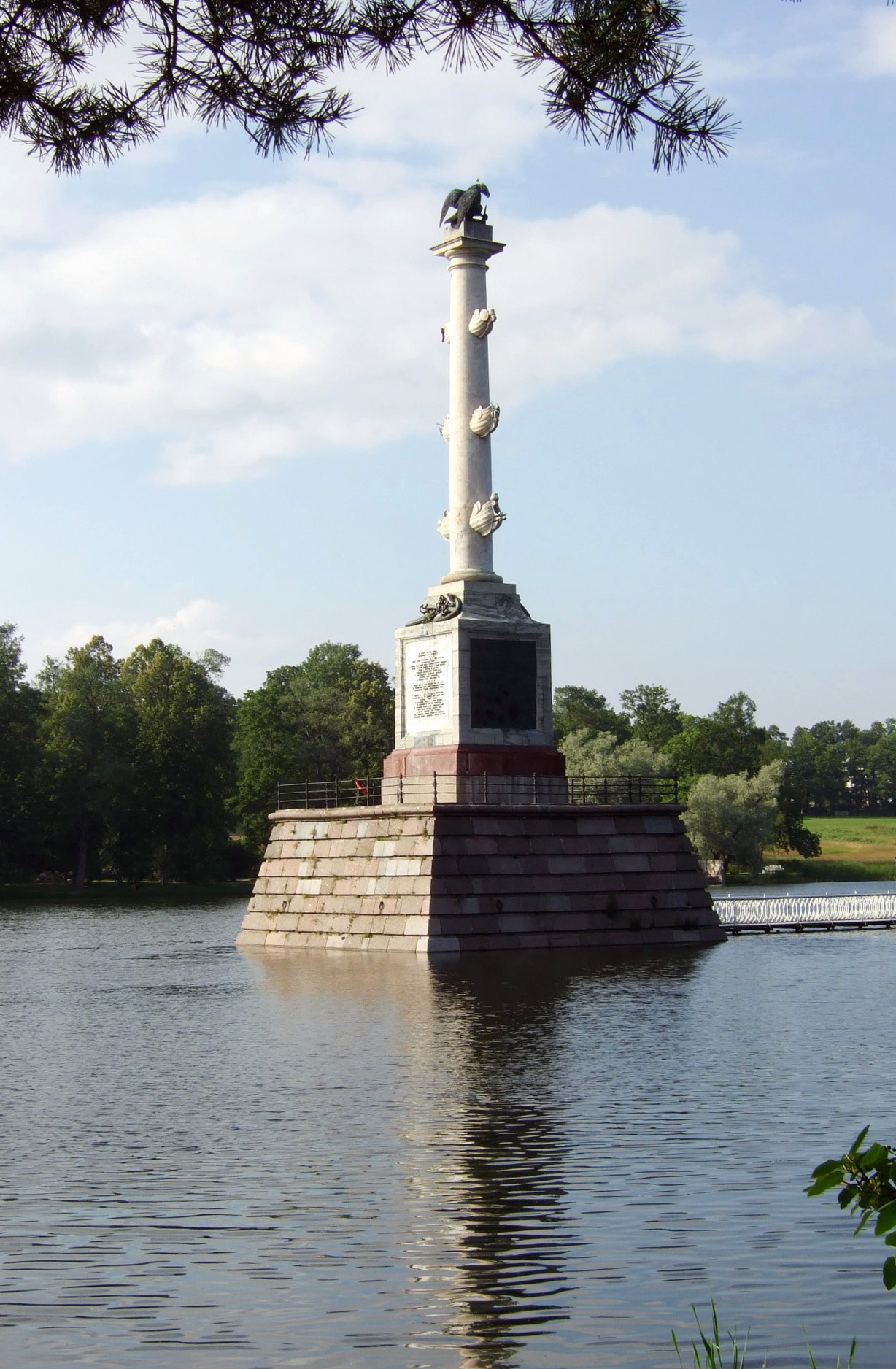
A Csesme-oszlop
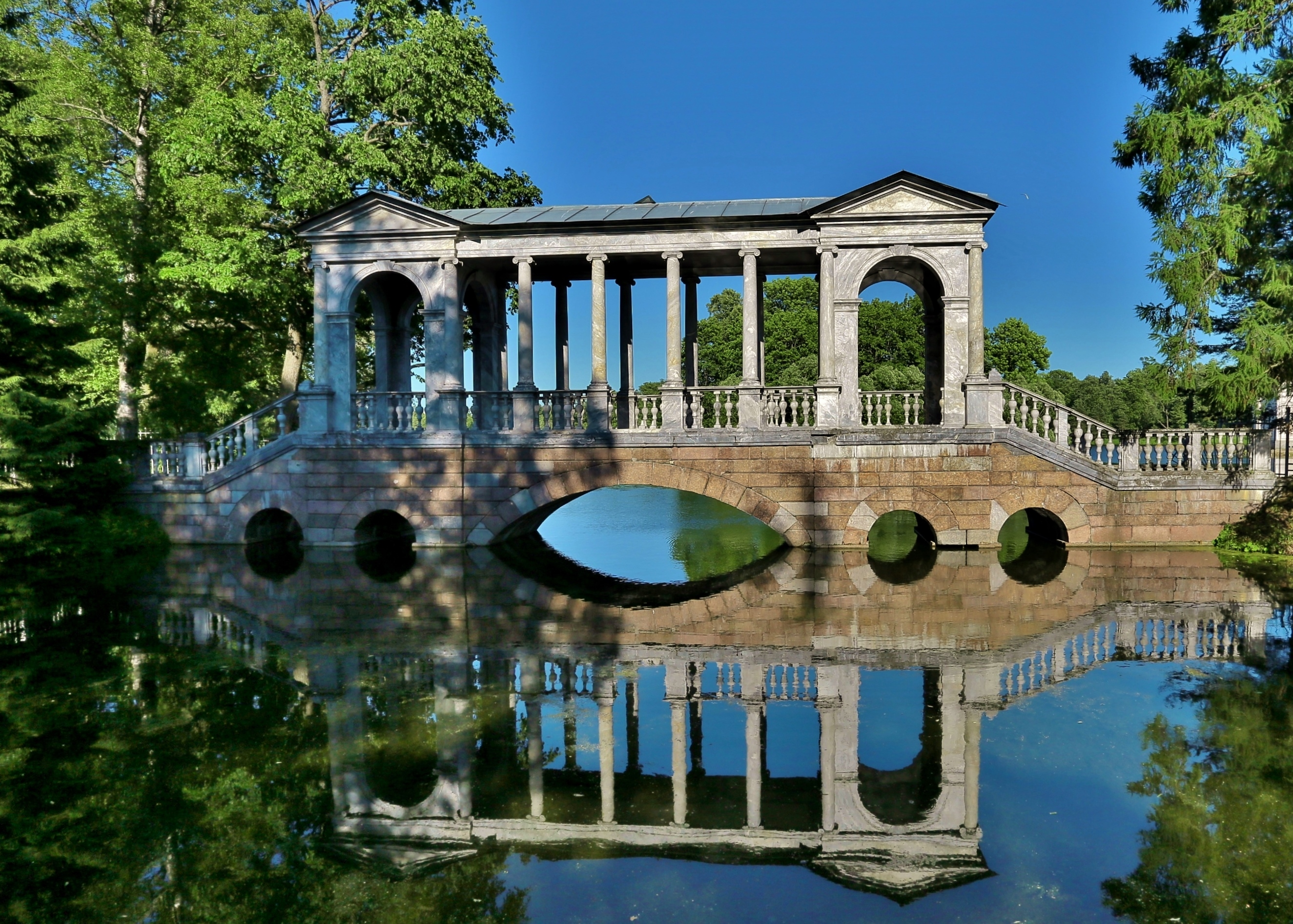
A Márvány-híd
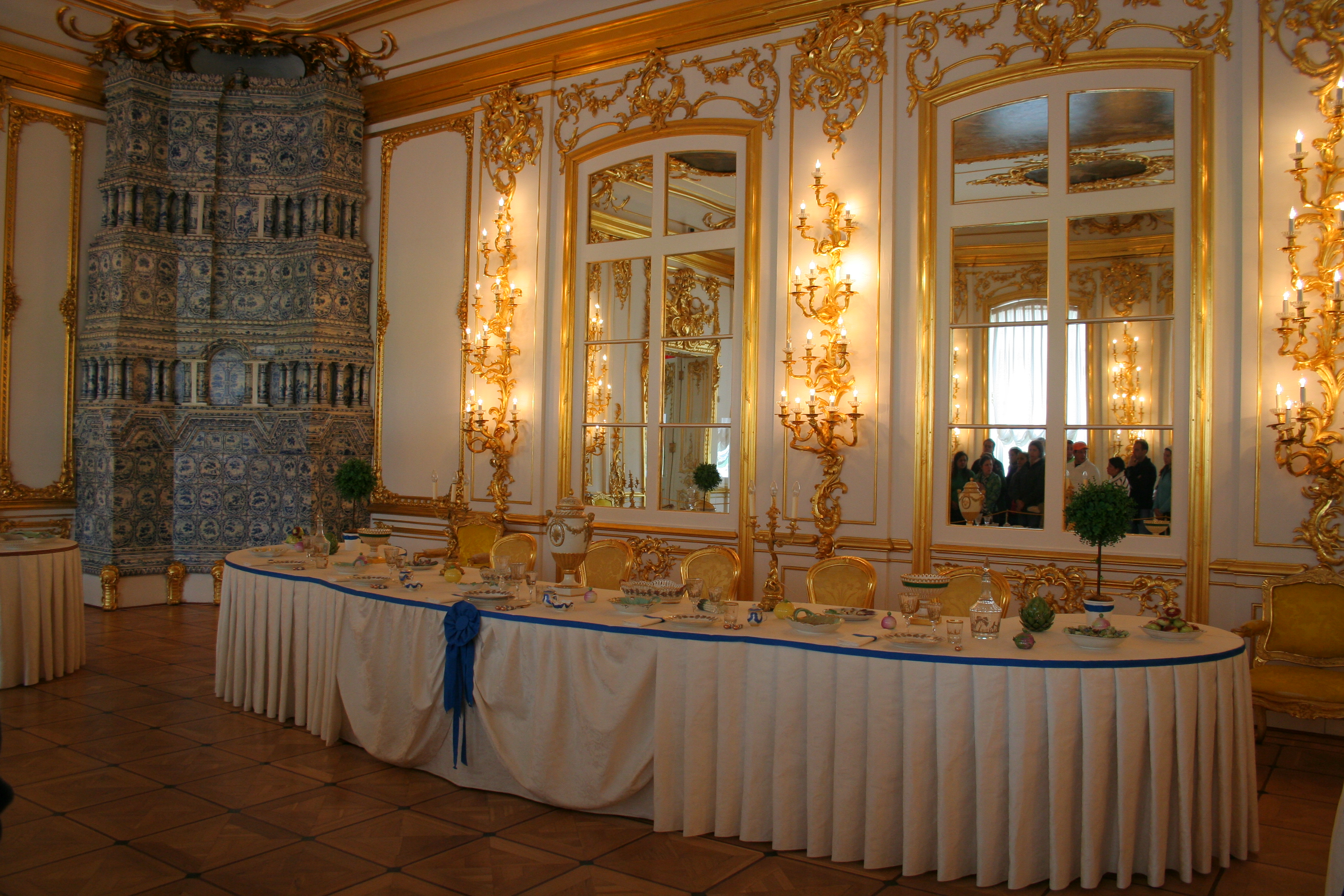
A lovagi ebédlő
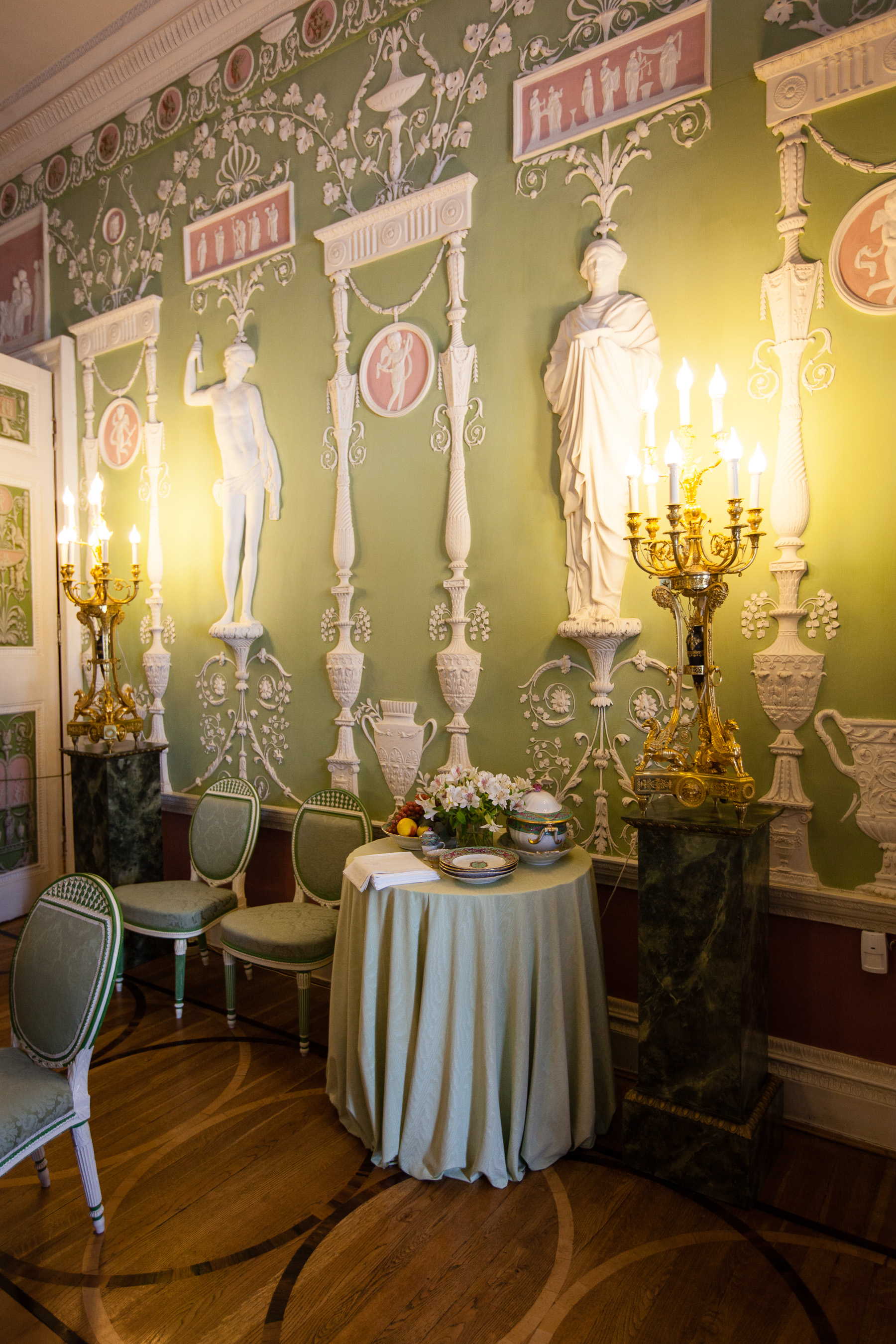
A zöld ebédlő
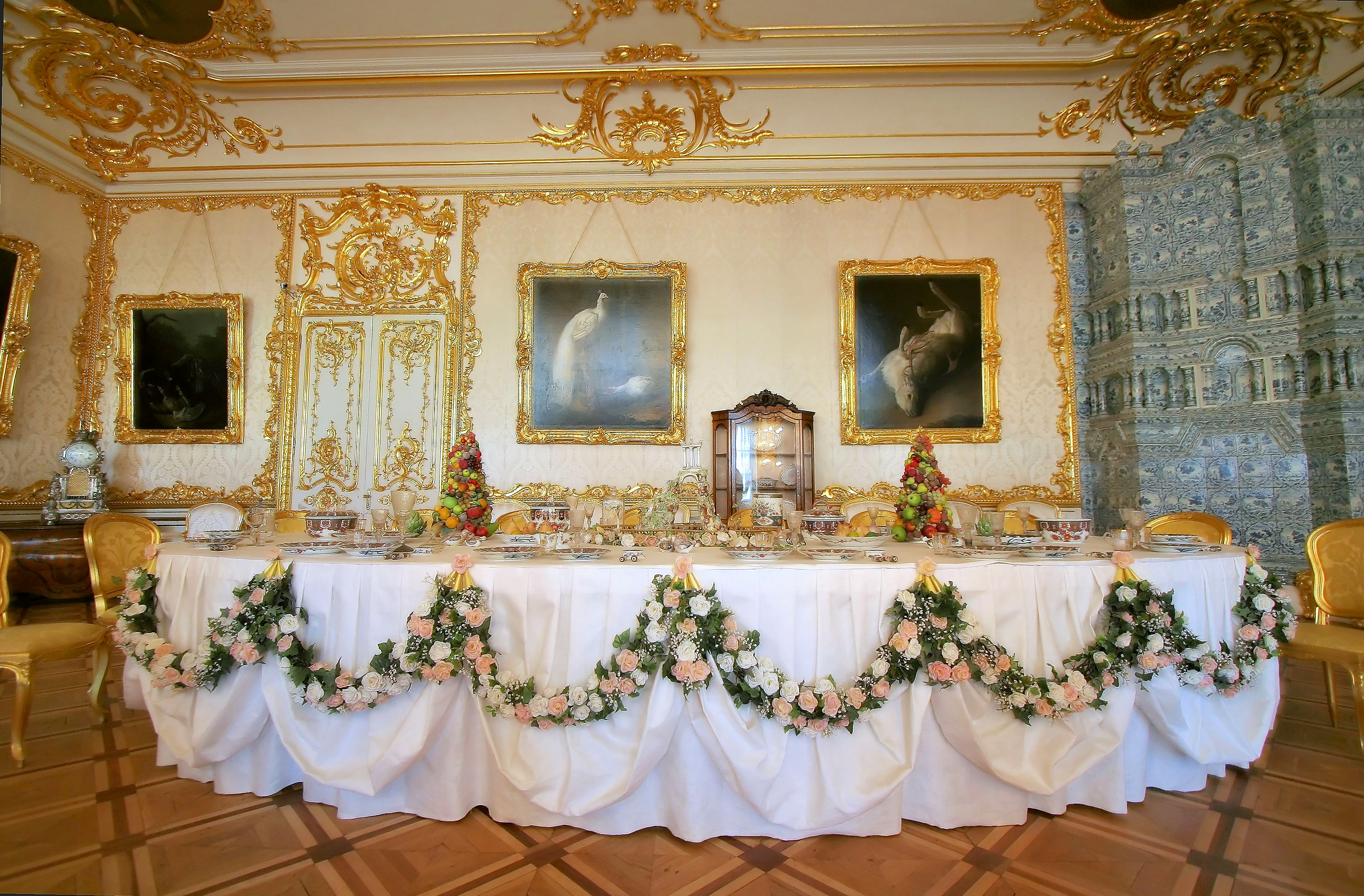
A fehér ebédlő
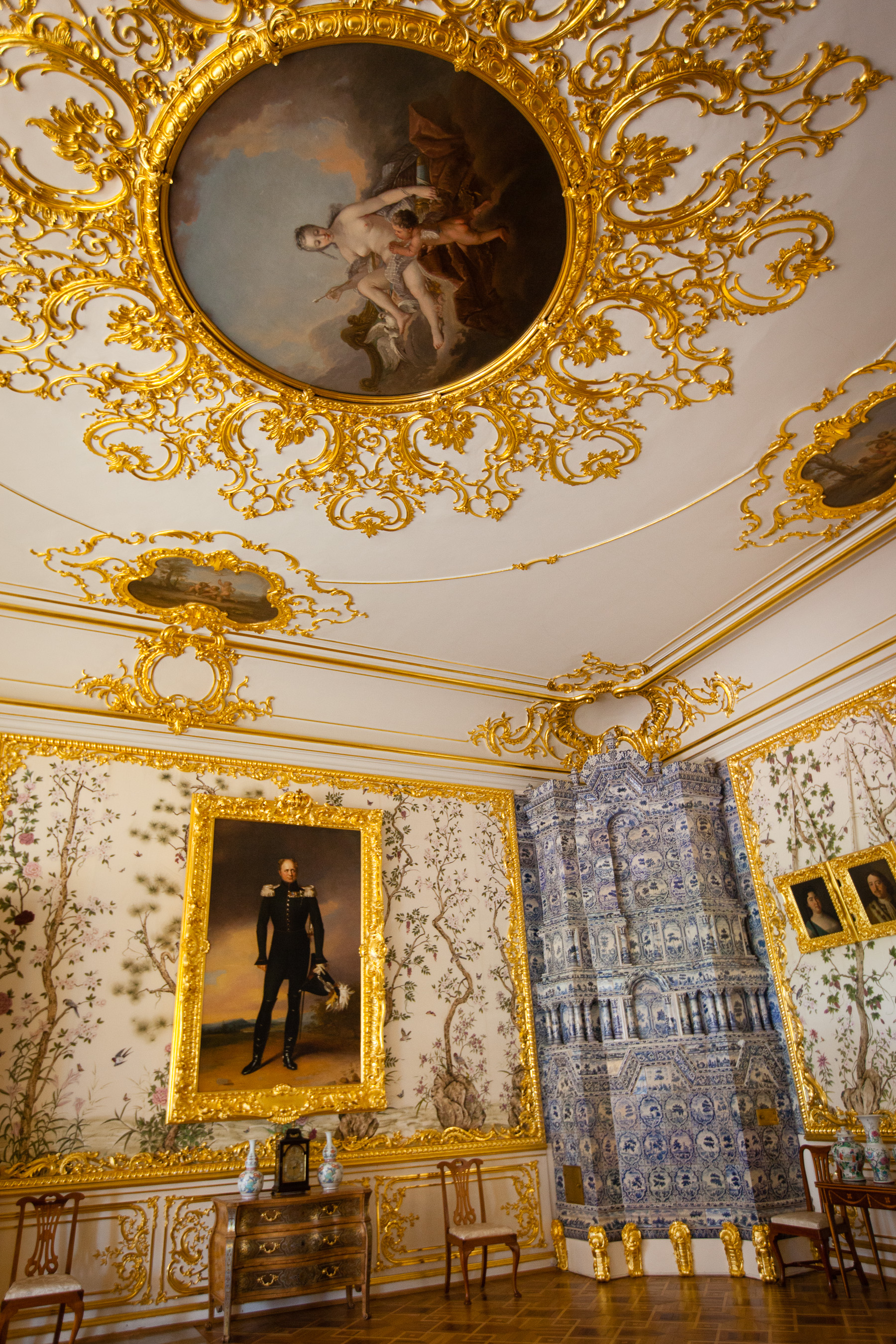
I. Sándor szalonja
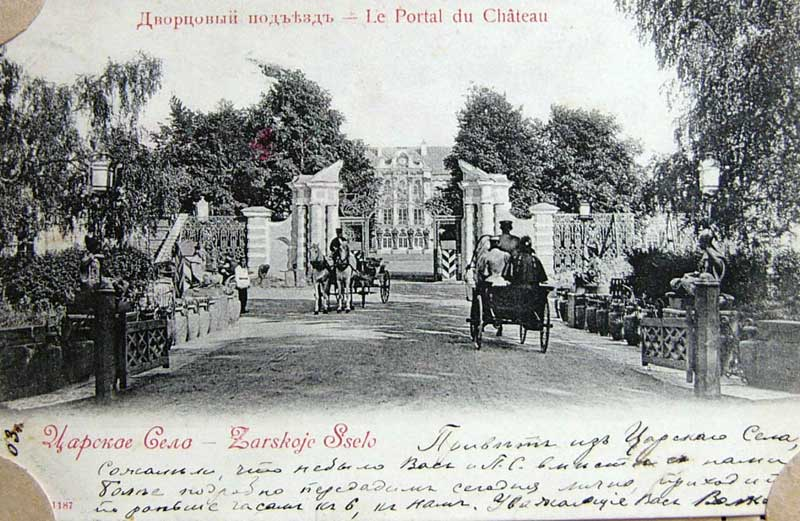
A palota bejárata egy 1910-es képeslapon
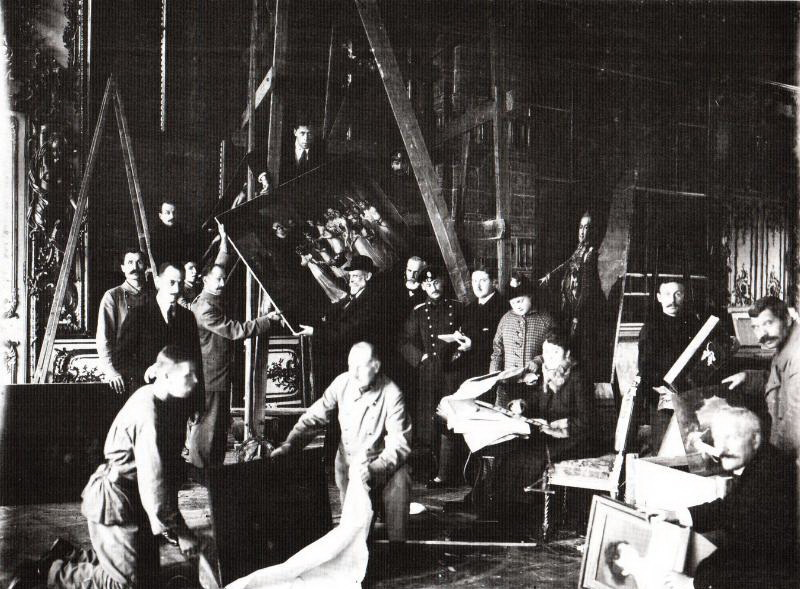
A palota tárgyainak katalogizálása és elszállítása a cári család 1917-es kiűzése után
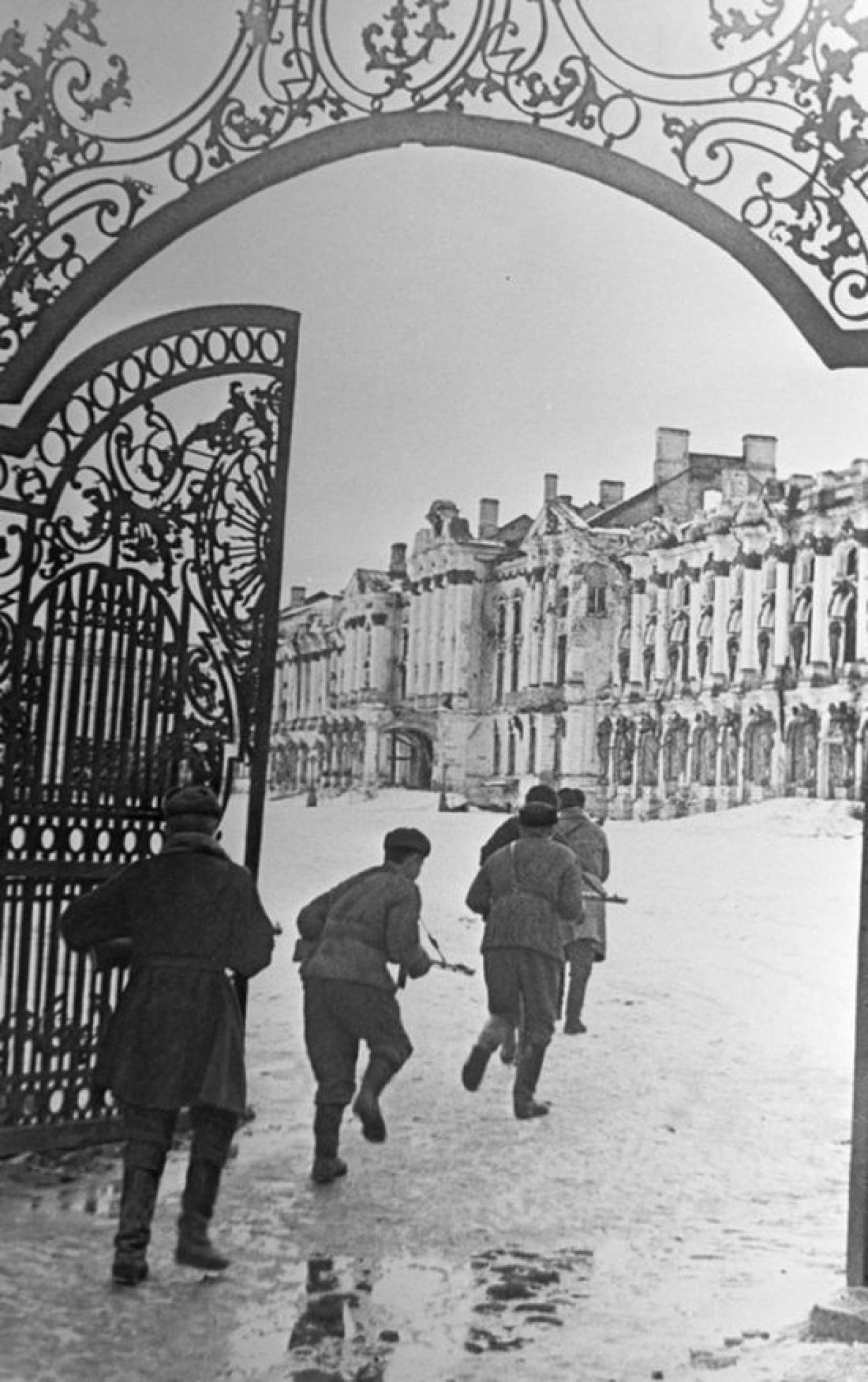
Második világháborús harcok a palota környékén
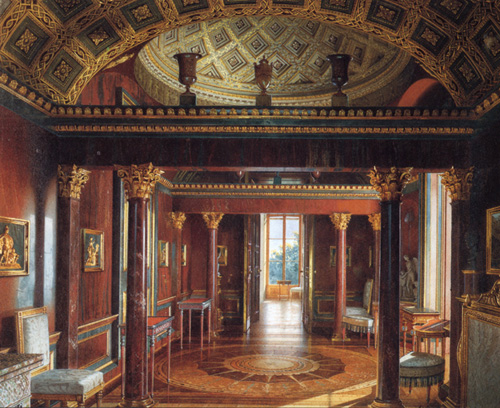
Nagy Katalin Agát-szobái egy 1859-es festményen